# Peñarroya-Pueblonuevo
Peñarroya-Pueblonuevo település Spanyolországban, Córdoba tartományban. Peñarroya-Pueblonuevo Bélmez, Fuente Obejuna, La Granjuela, Hinojosa del Duque és Villanueva del Duque községekkel határos. Lakosainak száma 10 289 fő (2024).

## Népesség
A település népessége az elmúlt években az alábbi módon változott:
| Lakosok száma | 12 740 | 12 351 | 12 050 | 11 883 | 11 778 | 11 430 | 11 160 | 10 695 | 10 508 | 10 289 |
|               | 2001   | 2004   | 2006   | 2009   | 2011   | 2014   | 2016   | 2019   | 2021   | 2024   |